# Wolf (geslacht)
Wolf (ook: Barkey Wolf) is een van oorsprong uit Rostock afkomstig, daarna Nederlands geslacht dat enkele predikanten voortbracht.

## Geschiedenis
De stamreeks begint met Elias Wolf(f) (1717-1792) die in 1769 benoemd werd tot stadswachtmeester van Jever (Oldenburg). Zijn zoon Elias Wolf (1768-1842) had plantages en uiteindelijk een ijzergieterij te Deventer. Hij trouwde in 1792 met Sarah Barkey waarna leden van het geslacht de familienaam Barkey Wolf gingen voeren.
In 1938 en in 1963 werd het geslacht opgenomen in het Nederland's Patriciaat.

## Enkele telgen
ds. Elias Frederik Hendrik Wolf (1829-1904), predikant
- mr. dr. Aert Gerhard Wolf (1856-1911), lid Provinciale Staten van Utrecht, lid Hof van Justitie te Willemstad (Curaçao)
- ds. Joannes Henricus Martinus Godfried Wolf (1859-1907), predikant
  - Georgette Sophia Dine Wolf (1887-1973); trouwde in 1914 met ds. Pieter Nomes (1887-1967), predikant
  - Franc Willem Jacob Barkey Wolf (1890-1955), referendaris, naamstoevoeging tot Barkey Wolf in 1926
    - Elias Frederik Hendrik Barkey Wolf (1922-2009), redacteur Algemeen Dagblad te Rotterdam

  - ds. Aert Gerard Barkey Wolf (1892-1972), predikant, naamstoevoeging tot Barkey Wolf in 1928
    - mr. Johannes Henricus Martinus Godfried Barkey Wolf (1925-2012), redacteur van Elseviers Weekblad

  - dr. Martinus Barkey Wolf, heer in Geersdijk (1896-1970), arts, lid Provinciale Staten van Utrecht, naamstoevoeging tot Barkey Wolf in 1925
    - Frederik Hendrik Elias Godfried Barkey Wolf, heer in Geersdijk (1923-1940)
    - Charlotte Henriette Louise Antoinette Barkey Wolf, vrouwe in Geersdijk (1927), verpleegkundige
    - Godard Frans Ferdinand Barkey Wolf, heer in Geersdijk (1951)

  - Cornelie Georgette Wolf (1901-1985); trouwde in 1924 met dr. Carel Lion Cachet (1903-1982), resident laatstelijk van Banka en Billiton, adjunct-directeur Stichting 1940-1945, zoon van Carel Adolph Lion Cachet
  - Eliza Frederika Henriette Wolf (1903-1988); trouwde in 1945 met Louis Johan Spanjaerdt Speckman (1898-1975), generaal-majoor der genie, voorzitter Stichting Menno van Coehoorn
- dr. Frank Willem Jacob Wolf (1860-1944), predikant

Geslachten die opgenomen zijn in het sinds 1910 verschijnende genealogische naslagwerk Nederland's Patriciaat. Lijst volgens opgave van het CBG Centrum voor familiegeschiedenis.
A · B · C · D · E · F · G · H · I · J · K · L · M · N · O · P · Q · R · S · T · U · V · W · Y · Z